# 22
22. је била проста година.